# Casa de Safortesa
La casa de Safortesa (sovint escrit de manera arcaica i prenormativa Zaforteza) fou una casa nobiliària del Regne de Mallorca de les més importants. Arribà a Mallorca el segle xiii com a família mercadera, però ràpidament s'ennoblí i acabà per formar part de les Nou Cases. Tengué nombroses ramificacions al llarg de la història, de la qual substisteixen dues branques principals: els Quint Safortesa i els Burgues Safortesa. La gran importància d'aquesta família es constata amb l'abast territorial de les seves possessions: Son Fortesa és el nom de nombroses possessions a Alaró, Artà, Manacor, Puigpunyent, Santa Margalida i Selva, a més d'un barri de Palma. A Palma mateix han tengut diversos casals, entre els quals destaca Can Fortesa del Sitjar, propietat de la família del segle xiv al segle xix, quan fou venuda; i Can Quint, al començament del carrer de Sant Feliu.

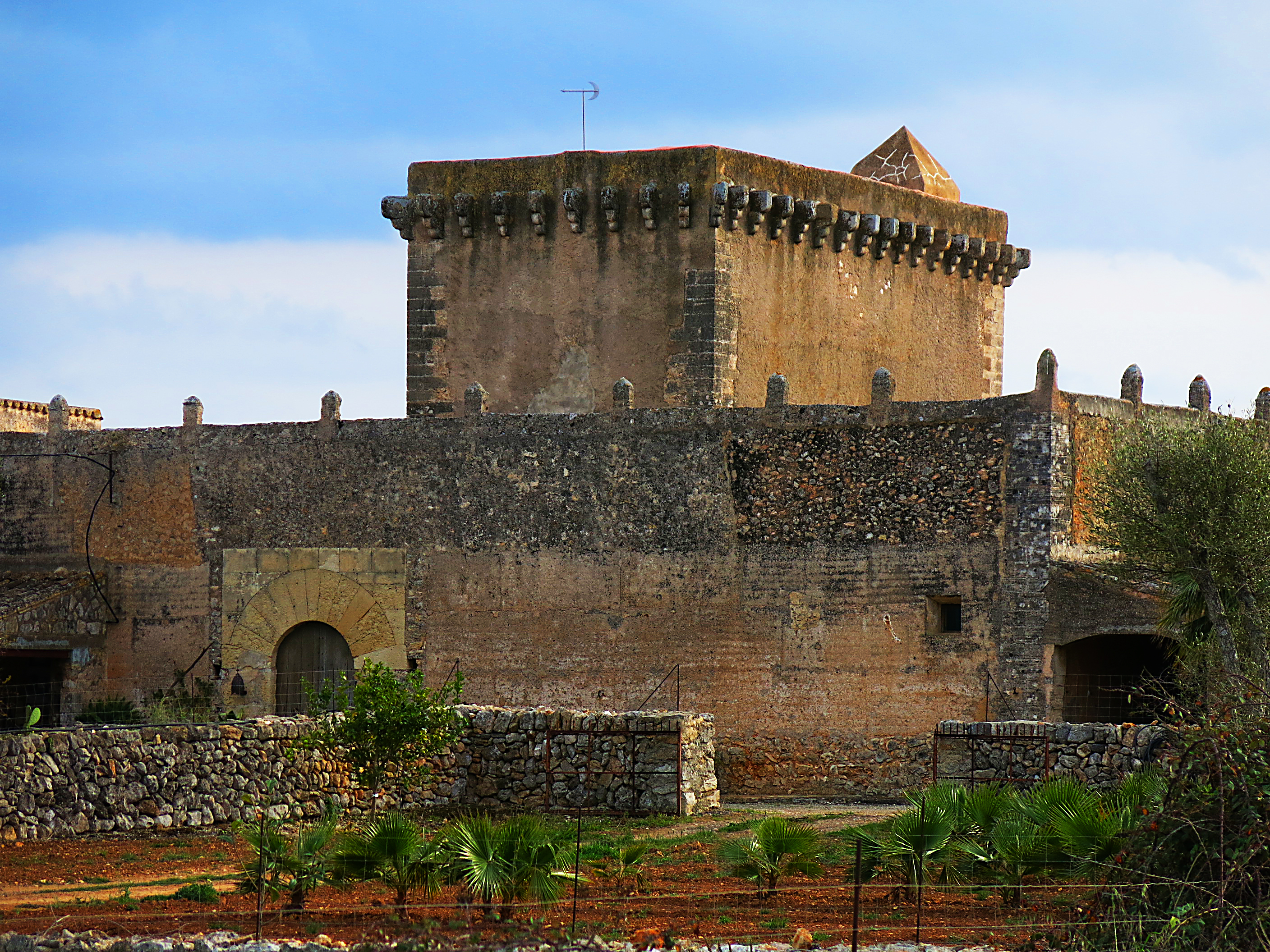
Son Fortesa, a Manacor, és una possessió amb tot l'aspecte d'una fortificació.

## Orígens

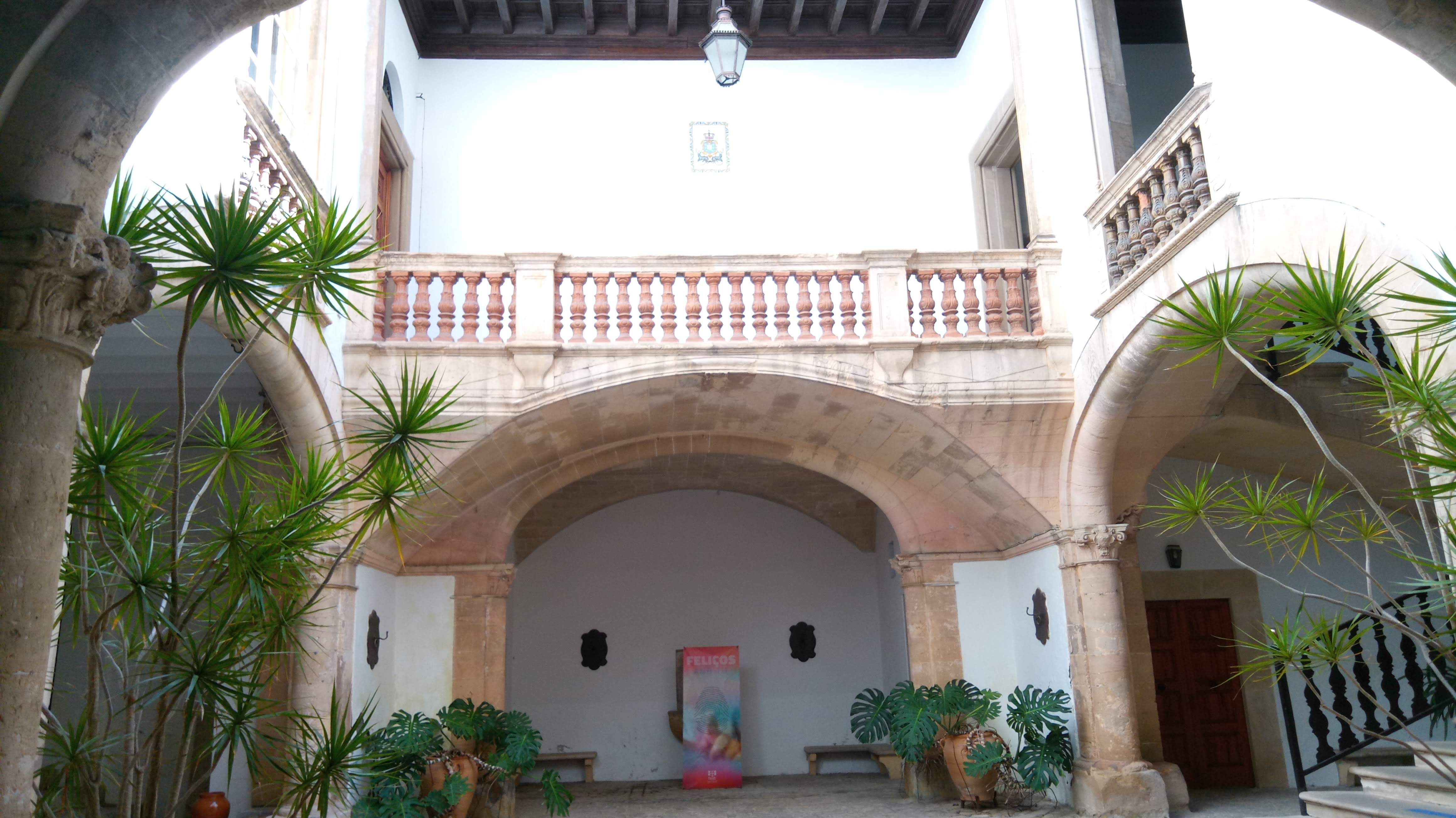
Can Fortesa del Sitjar fou residència dels Safortesa del al.

El llinatge dels Safortesa descendeix del mercader Bernat de Safortesa, el qual arribà a Mallorca el 1230, durant la Conquesta 1230. El seu besnét Pere de Safortesa i Colomines, anomenat el Príncep dels Mercaders per causa de la seva gran fortuna, fou jurat pels mercaders el 1373, i el 1382 havia ascendit a l'estament ciutadà. Adquirí les cavalleries de Santa Margalida i Hero i sufragà el cor de l'església del convent de Sant Domingo de Palma, on els seus descendents foren enterrats. Morí el 1395 amb una sola filla, Francesca, casada amb el cavaller Ramon Burgues i Sorià, i en el seu testament fundà un fideïcomís amb gravamen de nom i armes de Safortesa en cap del seu net Ramon. I és que Francesca i Ramon tengueren dos fills mascles: Gregori Burgues i de Safortesa, el major, qui continuà el llinatge dels Burgues i heretà de son pare les baronies de Vallmoll, Olocau i Navata, a Catalunya; i Ramon, qui heretà el fideïcomís del seu avi, amb les cavalleries de Santa Margalida i Hero, a les quals afegí les que adquirí el 1415: Alcudiola, Castellet i Tanca; adoptà el cognom del seu avi, continuant, doncs, el llinatge dels Safortesa. Es casà dues vegades, i dos dels seus fills, un amb cada esposa, fundaren dues branques pròpies: de Blanca Febrer nasqué Joan de Safortesa i Febrer, continuador de la línia principal; de Margalida Unís nasqué Pere Ramon de Safortesa i Unís, iniciador d'una nova línia que al final entroncà amb la línia major.

## La línia major
De Ramon de Safortesa i Blanca Febrer nasqué Joan de Safortesa i Febrer, continuador de la línia principal. El seu fill Pere de Safortesa i Camporrells fou jurat el 1463, i tengué tres fills mascles: Jaume Joan, Pere i Mateu Safortesa i Marc. Jaume Joan fou jurat en cap el 1489 i obtengué el privilegi de cavaller el 1478; es casà, però no tengué fills. Mateu es casà dues vegades: amb Antònia Descatlar, amb qui fou pare de Pere Joan Safortesa i Descatlar, senyor de Raixa, casat amb Isabel de Tagamanent, dels quals sorgí la línia dels Safortesa Tagamanent; i amb Joana Armadans, la néta dels quals, Francesquina, acabaria per casar-se amb el seu cosí segon i així entroncaria amb la branca principal. El tercer germà, Jaume Joan Safortesa i Marc, es casà amb Antònia de Sales. El seu net Pere Antoni Safortesa i Serralta fou jurat el 1574 i obtengué privilegi de noblesa el 1558. Es casà amb Francesquina Safortesa i Vallobar, la seva cosina segona, i tengueren un fill, per nom Lleonard.
Lleonard de Safortesa i Safortesa va ser jurat en cap, prior de la Confraria de Sant Jordi i depositari del Sant Ofici. La seva esposa, Isabel de Quint i de Quint Safortesa, era hereva de la línia dels Quint Safortesa, per part de mare, i de Nicolau de Quint i Burgues, el seu pare, qui, al seu torn, havia obtengut un fideïcomís fundat el 1425 per Gregori Burgues Safortesa, àlies Sallambé, senyor de la baronia de Vallmoll. Isabel i Lleonard foren pares de Lleonard, el qual recuperà el llinatge Burgues i l'avantposà al de Safortesa, i a partir d'ell els primogènits de cada generació s'alternaren els llinatges Burgues Safortesa i Quint Safortesa. Lleonard Burgues Safortesa i de Quint es casà amb Joana de Verí, i foren pares de Tomàs Quint Safortesa i de Verí, el qual heretà, el 1610, el vincle de Quint instituït per Agnès de Pacs el 1483, després de la mort de Pere Joan de Quint i Fuster.

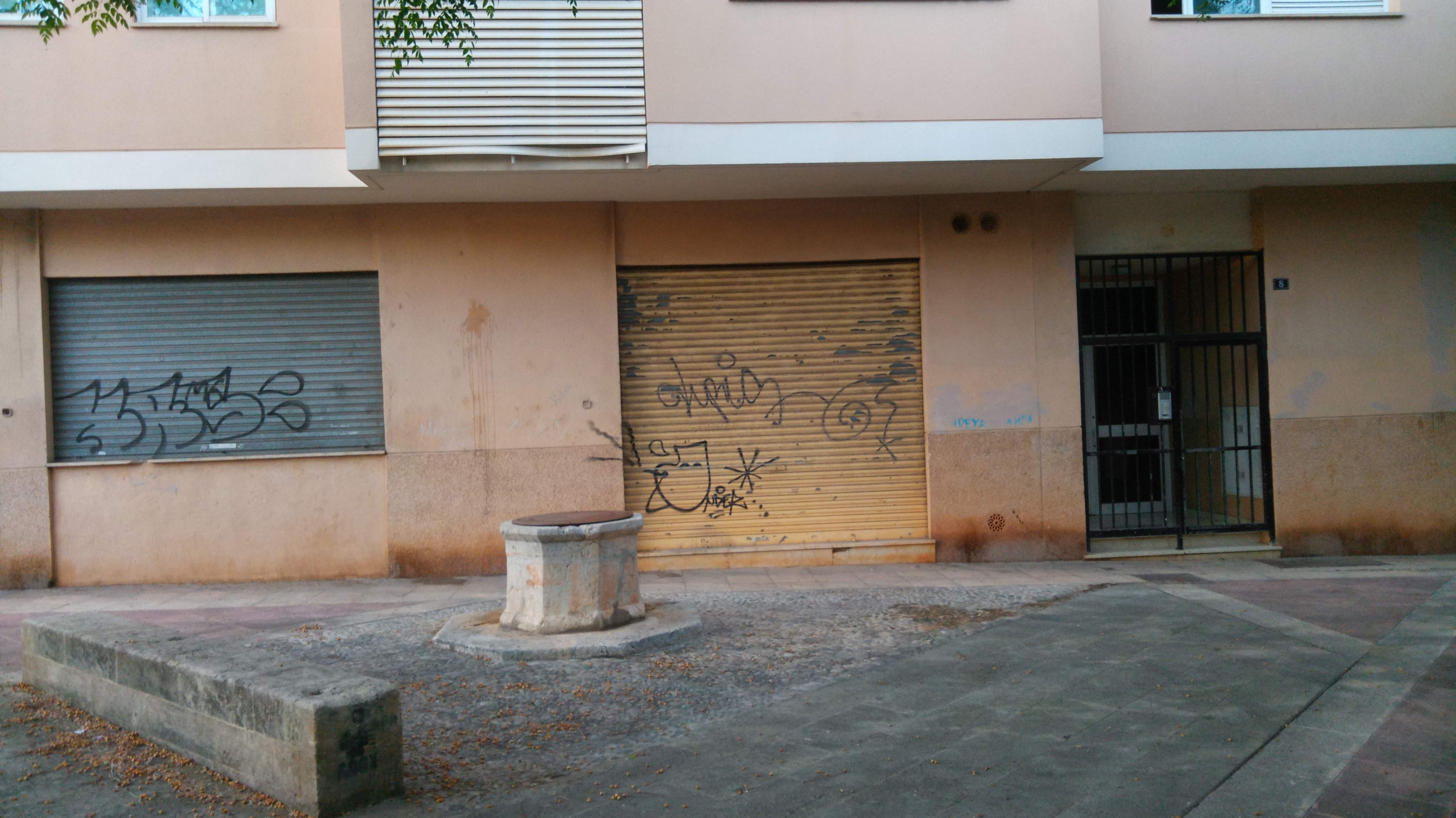
El pou és la sola cosa que resta de les cases de Son Fortesa de Palma, on tengué el campament l'exèrcit de Felip V durant la Guerra de Successió

Tomàs Burgues Safortesa i d'Olesa (mort el 1713), fill de Tomàs Quint Safortesa i de Verí, fou cavaller de l'Orde d'Alcàntara i es destacà com a austriacista durant la Guerra de Successió: fou enviat per les autoritats mallorquines a l'esposa de l'arxiduc, Elisabet Cristina de Brunsvic, i l'Arxiduc li concedí el títol de marquès del Verger el 1708. Tot i la victòria filipista, els Safortesa gaudien d'un gran prestigi a Mallorca i formaren part del pacte de les Nou Cases, de manera que les generacions s'entroncaren amb les millors cases: ell mateix es casà amb Cecília Dameto, de la casa de Dameto; el seu fill Tomàs, amb Elionor de Berga, de la casa de Berga (i així el vincle de Berga passà als Safortesa); i el seu net Tomàs, es casà amb Catalina Sureda, de la casa de Sureda. Aquests darrers tengueren tres fills mascles: Tomàs, Joan i Josep. En aquesta generació es dividí la casa en dos.

## Els Quint Safortesa i els comtes de Formiguera
Per la seva banda, de Ramon de Safortesa i Margalida Unís nasqué Pere Ramon Burgues de Safortesa i Unís. Aquest es casà dues vegades: amb Caterina de Quint i amb Elionor de Lloscos. Antoni i Gregori Burgues de Safortesa i Lloscos participaren en la Presa de Bugia de 1510 i en l'expedició a Gerba del mateix any. El mateix Antoni lluità contra els agermanats a Alcúdia, i també el seu germà Ramon. Aquest darrer es casà amb Elionor Cerdà, de qui nasqué Pere Ramon Burgues Safortesa i Cerdà, el qual participà en l'expedició a Alger el 1541.

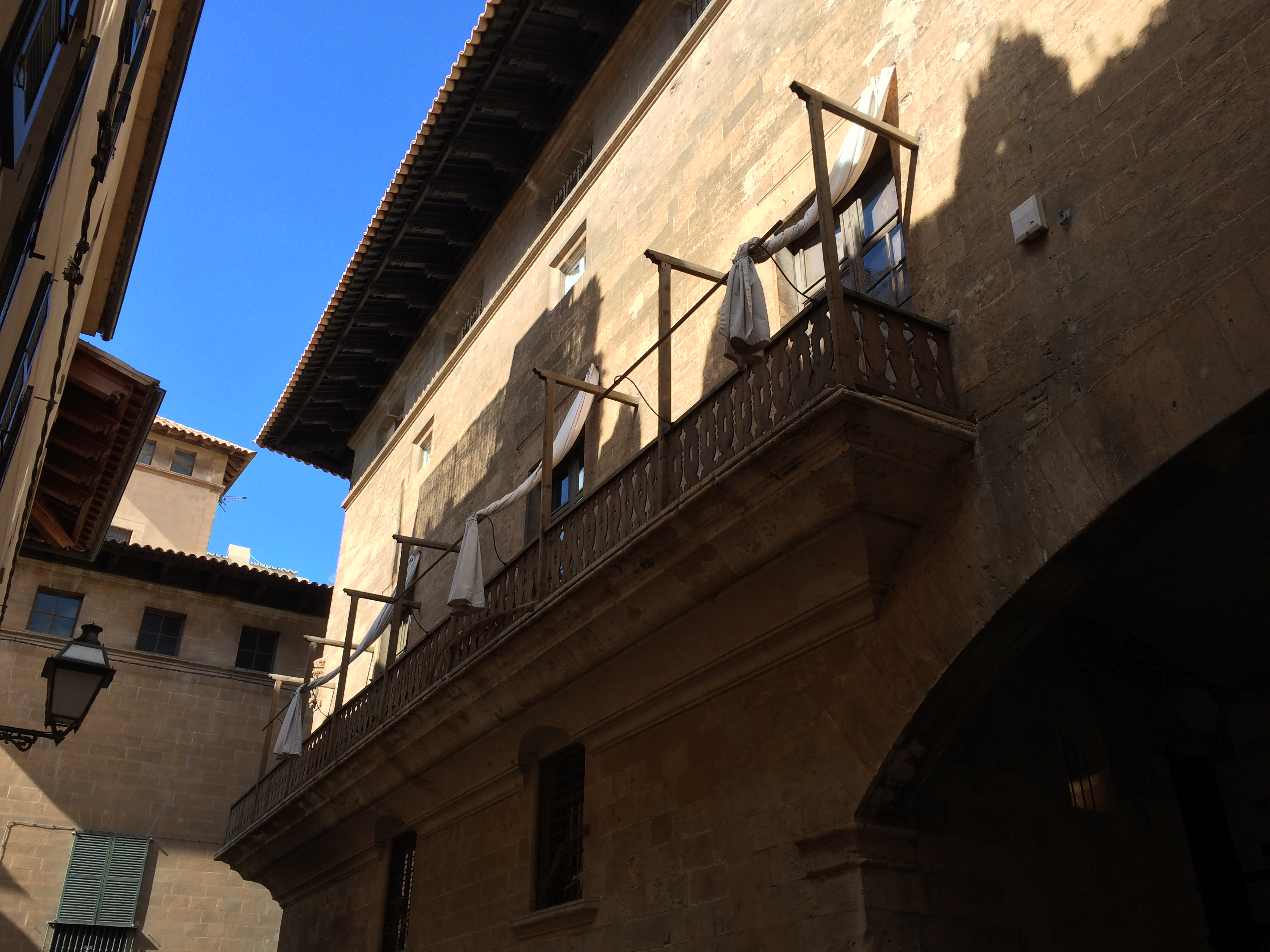
Can Formiguera, casal dels comtes de Formiguera

### Els comtes de Formiguera
El net de Pere Ramon Burgues Safortesa i Cerdà fou Pere Ramon Burgues Safortesa i Vilallonga, cavaller de l'Orde de Calatrava. Lluità a Flandes, i fou procurador reial, lloctinent general interí de Mallorca (1611) i virrei de Sardenya (1625). El 1632 Felip IV el nomenà comte de Santa Maria de Formiguera sobre unes terres a Santa Maria de Formiguera que havia adquirit dos anys abans al cavaller principatí Lluís Descatlar. En primeres núpcies es casà amb Violant Espanyol, i tengueren una filla, Magdalena, qui es casà amb Francesc Jofre de Rocabertí, vescomte de Rocabertí.
En segones núpcies es casà amb Dionísia de Pacs Fuster, de qui nasqué Ramon Burgues Safortesa i Pacs Fuster, segon comte de Formiguera. Ramon assajà d'estendre els seus drets senyorials sobre les seves propietats, notablement la vila de Santa Margalida, i això provocà una gran reacció entre el poble, que li posà el sobrenom de el Comte Mal i li aplicaren la llegenda del Comte Arnau, que arrelà sobretot a Santa Margalida i a Galatzó, on a final del segle xix i començament del segle xx encara es recolliren llegendes, cançons i romanços sobre el Comte Mal. Ramon també fou promotor de la gran reforma del casal familiar, Can Formiguera. Com que no tengué descendència, els seus hereus foren els Rocabertí a través de la seva germanastra Magdalena. A la mort sense successió del seu besnebot Guillem, el títol fou reclamat pels descendents de la seva tia, germana del seu pare, i així acabà als Ferrer de Santjordi.

### La línia vella dels Quint Safortesa
Per altra banda, Pere Ramon Burgues de Safortesa i Caterina Quint foren pares de Nicolau Joan, amb el qual començà la línia vella dels Quint Safortesa, la qual recollia l'herència dels Burgues. El seu net, Ramon Quint Safortesa, tengué nombrosos fills, però només li donà néts la seva filla Elisabet, casada amb Nicolau de Quint i Burgues, i els seus fills entroncaren amb la branca principal dels Safortesa, de manera que la línia dels Quint Safortesa acabà altra vegada en la branca major dels Safortesa.

## Els Safortesa Tagamanent

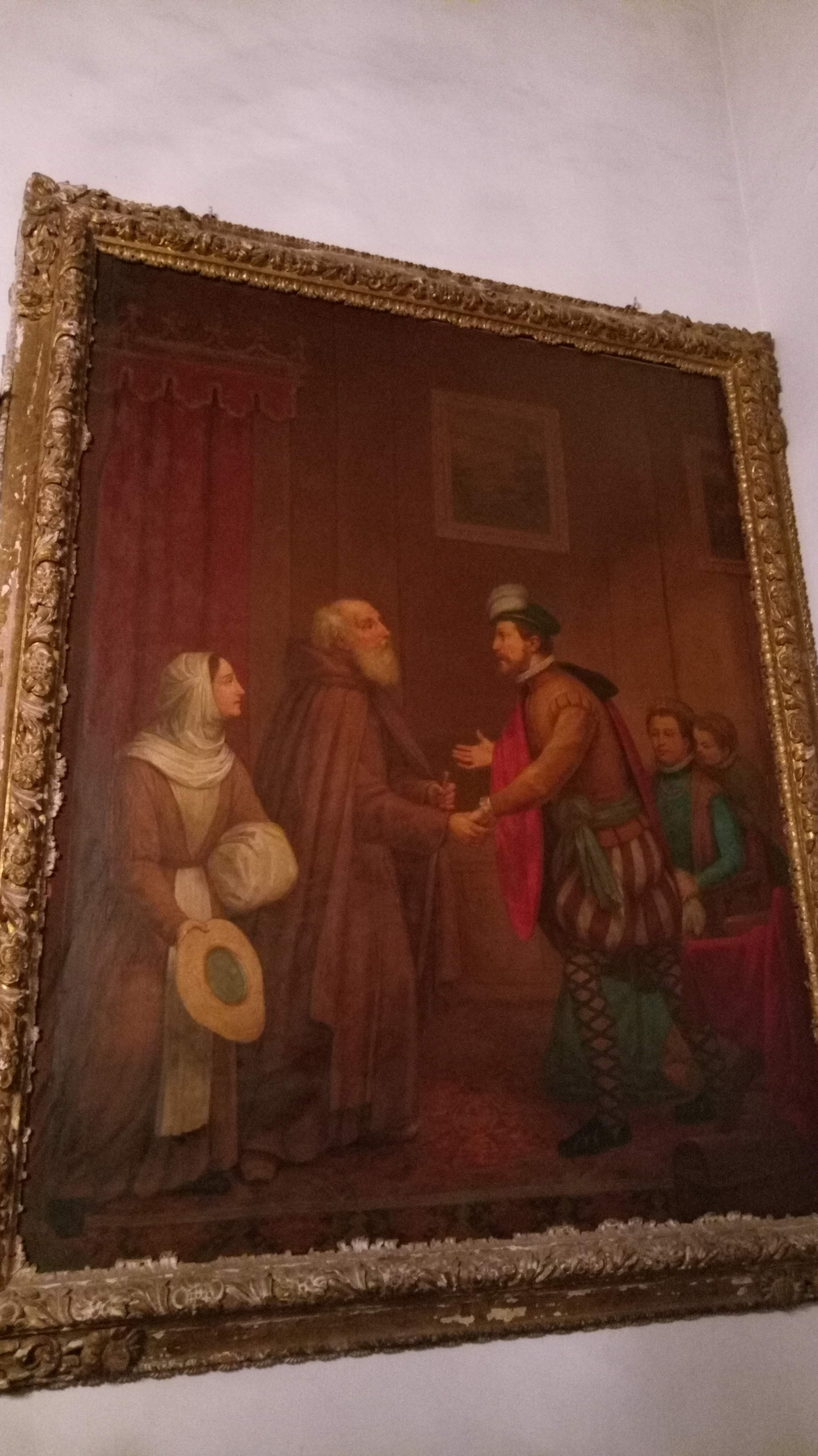
Caterina Tomàs (esquerra) acceptada al servei de Can Tagamanent per Mateu de Safortesa Tagamanent (dreta)

Mateu Safortesa i Marc es casà dues vegades. Amb la primera esposa, Antònia Descatlar, fou pare de Pere Joan Safortesa i Descatlar, senyor de Raixa, mort el 1523, el qual es casà amb Isabel de Tagamanent. Isabel de Tagamanent era l'única filla de Jaume Joan de Tagamanent, cap de la casa de Tagamanent a Mallorca, de manera que amb aquest matrimoni s'uniren les dues cases i començà la branca dels Safortesa Tagamanent, establerta a la casa dels Tagamanent, a la plaça del mateix nom. El seu fill, Mateu Safortesa Tagamanent (mort el 1579), fou governador d'Eivissa, i es casà amb Magdalena Gual Desmur i Térmens. El 1548, Mateu i Magdalena acceptaren a casa com a criada la jove Caterina Tomàs i Gallard i, posteriorment, gràcies a la seva ajuda, ingressà al convent de Santa Magdalena de Palma, i el 1792 fou beatificada i el 1930 canonitzada com a Santa Catalina Tomàs. La seva filla Elisabet li ensenyà a llegir i escriure. Antoni Maria Alcover explica que en el seu temps la família encara mostrava una habitació de la casa anomenada la cambra de la Beata, on s'havia allotjat la santa.
Mateu i Magdalena tengueren dos fills mascles, Pere Joan i Guillem de Safortesa Tagamanent i Gual Desmur. Guillem, mort el 1603, fundà un vincle que passà als Sarriera, comtes de Solterra, i Pere Joan obtengué el privilegi de noblesa. El seu besnét fou Francesc de Safortesa Tagamanent i Sunyer, mort el 1693; es casà amb la princesa de Sanci, i quan va enviudar va ser bisbe de Siracusa. El seu germà Pere fou governador a Calàbria, i un altre germà, Mateu, jurat en cap de Mallorca.

## Les línies noves
Tomàs Quint Safortesa i Sureda, el primogènit de Tomàs Burgues Safortesa i de Berga, morí de jove. El seu successor, el seu germà Joan, manifestà davant notari el 1790 que tenia intenció d'entrar a l'orde de Sant Joan de Jerusalem i que cedia els drets de successió al seu germà Josep. No obstant això, un any més tard es casà amb Cecília Borràs i Feliu, filla d'un carnisser, i això comportà un gran enrenou. Els germans anaren a plet i tot plegat acabà al Suprem Consell de Castella, on el monarca dictaminà que calia dividir en dos tots els béns de la família, i els germans Joan i Josep fundarien dues noves línies separades: Joan, la dels Burgues Safortesa, i Josep, la línia nova dels Quint Safortesa.

### Els Burgues Safortesa
Joan Burgues Safortesa i Sureda, iniciador de la línia dels Burgues Safortesa, heretà, sencers o en part, els vincles dels Berga, Burgues, Lloscos, Olesa de Vinagrella, Safortesa, Sanglada, Santacília i Valentí; morí el 1858. El seu fill, Lluís Burgues Safortesa i Borràs, fou diputat de Mallorca el 1848. Es casà tres vegades, i amb Maria del Carme Orlandis va tenir un fill, Josep, casat amb Catalina de Vilallonga. Aquest matrimoni va tenir nombrosos fills, els descendents dels quals conformen les diverses branques d'aquesta línia. El fill gran, Lluís Zaforteza Villalonga,fou rehabilitat marquès del Verger el 1911, i posteriorment fou diputat per la CEDA a les eleccions de 1933 i participant actiu en la repressió franquista.

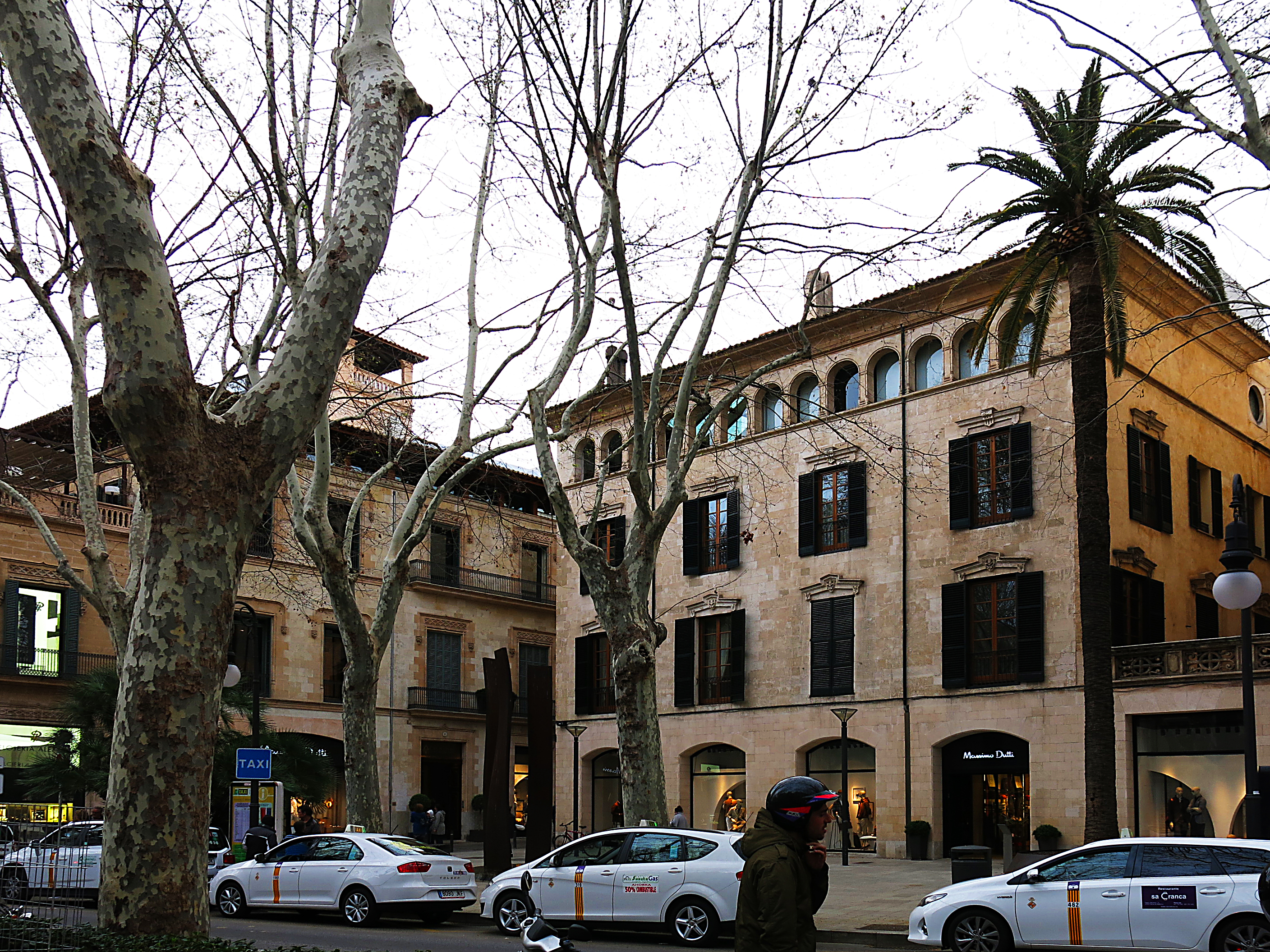
A la cantonada entre el Born i el carrer de Sant Feliu hi ha l'antiga casa dels Quint Safortesa.

### Els Quint Safortesa
Per la seva banda, Josep Quint Safortesa i Sureda, iniciador de la línia dels Quint Safortesa, heretà, sencers o en part, els vincles dels Berga, Montsó, Quint, Sanglada, Torres Muntanyans i Valentí Sestorres. El seu fill, Tomàs Quint Safortesa i Dameto, fou el pare de Catalina Zaforteza i Togores, àlies ''la Gran Cristiana'', i el seu germà Josep Quint Zaforteza i Togores, dos dels grans promotors del carlisme a Mallorca. El net d'aquest darrer, Josep Quint Zaforteza i Amat, fou també dirigent del carlisme mallorquí. Foren cosins d'aquest darrer Mateu Zaforteza Musoles, primer batle de Palma després del cop d'estat del 36, i Diego Zaforteza Musoles, també tradicionalista i addicte al Movimiento Nacional, escrigué un important assaig d'investigació sobre història de Palma intitulat La Ciudad de Mallorca. Ensayo Histórico-Toponimico.